# Hans Horst Kreisel
Hans Horst Kreisel, auch Hanshorst Kreisel (* 3. August 1891 in Annaberg; † 4. Juni 1944 in Leipzig), war ein deutscher Redakteur, Schriftleiter und Verlagsdirektor.

## Leben und Wirken
Kreisel, der aus dem Erzgebirge stammte, war zunächst als Schriftsteller und Verbandsleiter in Dresden tätig. Später arbeitete er als Verlagsdirektor und Schriftleiter in der Messestadt Leipzig, wo er u. a. eine Verlagsbuchhandlung betrieb. Er war Redakteur des Getreuen  Eckhart und der Zeitschrift Deutsches Land. Außerdem war er der Herausgeber des Siedlers und der Volkshochschulblätter. Bekanntheit erlangte er außerdem als Mitarbeiter des Jahrbuches Sachsen und Thüringen.
Er war Vorsitzender der Freien Arbeitsgemeinschaft für Kriegersiedlungen e. V.

## Werke (Auswahl)
- Aus meiner Hamit! Gedichte und Geschichten in erzgebirgischer Mundart. 1912.
- Siedlerschulen, Volkshochschulen, Arbeitsschulen, Führerschulen, Heimatschulen. Kyffhäuser-Verlag, Berlin 1920.